# 波音Y1
波音Y1是波音黃石專案（Boeing Yellowstone Project）中的三種機型之一。
黃石專案的嶄新技術包括先進複合機材、增加更多的線傳飛控系統並減少液壓系統、更有燃油效率的渦輪扇葉發動機（包括美國通用電氣公司的GEnx、CFM International的CFM56、勞斯萊斯的Trent 1000）、更多的電路系統、整合式航空控制系統以及強化影像系統（EVS）等，由這些嶄新民航科技的概念組合被波音命名為黃石專案。
開發中的Y1是被設計來取代波音717、波音737新世代（B737-600/700/800/900）、波音757-200等機型的新世代小型民航機，設計搭載人數約為100至200名乘客。Y1的競爭機種為空中巴士的A320系列以及其後繼機種空中巴士NSR專案客機。